# Karl Friedrich Küstner
Karl Friedrich Küstner (Görlitz, 22 de agosto de 1856 — Bonn, 15 de outubro de 1963) foi um astrônomo alemão, com trabalhos também em geodésia.
Em 1888 relatou a descoberta do movimento polar da terra. Foi laureado em 1910 com a Medalha de Ouro da Royal Astronomical Society, por catalogar estrelas e detectar variações de latitude.

## Prémios e honrarias
- 1910 - Medalha de Ouro da Royal Astronomical Society[3]